# Yūji Iwahara
Yūji Iwahara (岩原・裕二, Iwahara Yūji) est un dessinateur de manga japonais. Il est né à Memanbetsu (devenu Ōzora) sur l'île de Hokkaidō, au Japon.

## Biographie
Après avoir réalisé des études de graphiste, Yūji Iwahara rejoint le studio de jeu vidéo Hudson Soft. C'est en 1994 qu'il fait ses débuts en tant que mangaka dans le magazine Afternoon publié par Kōdansha, mais c'est après avoir passé quatre ans dans l'industrie du jeu vidéo qu'il s'oriente complètement vers le manga. Il explique qu'il s'est proposé pour faire l'adaptation du jeu Koudelka sur lequel il a travaillé.

## Œuvres
- 1996 : Hebi (蛇?)
- 1997 : L’Œil du loup (狼の瞳, Ōkami no Hitomi?)
- 1998 : Tetsu no Seiki (鉄の世紀?)
- 1999 – 2000 : Koudelka (クーデルカ, Kūderuka?), adaptation du jeu vidéo Koudelka
- 2000 – 2002 : Le Monde de Misaki (地球美紗樹, Chikyū Misaki?)
- 2002 – 2005 : Le Roi des ronces (いばらの王, Ibara no ō?)
- 2004 : Hyōchaku buttai X (漂着物体X?)
- 2005 : Yōkoso! Meitō yanagi no yu (ようこそ! 名湯柳の湯。?)
- 2006 : Keita no tsuri (ケイタの釣り?)
- 2006 - 2008 : Nekoten! (学園創世 猫天!, Gakuen Sōsei: Nekoten!?)
- 2009 - 2011 : Darker than Black: Shikkoku no Hana (DARKER THAN BLACK -漆黒の花-?)[3],[4]
- 2011 - 2019 : Dimension W (ディメンション ダブリュー?)[5]
- 2020 - (en cours) : Clevatess (クレバテス−?)[6]

## Récompense
1996 : Afternoon Four Seasons Award